# Miriam Christine
Miriam Christine Borg Warner (Künstlername Miriam Christine; * 30. Juni 1979 im brasilianischen Bundesstaat Goiás) ist eine maltesische Popmusikerin und Gesangslehrerin.

## Biografie
Miriam Christine wurde 1979 als jüngstes von 16 Kindern in Brasilien geboren, allerdings im Alter von 13 Monaten von maltesischen Eltern adoptiert; seitdem lebte sie auf der Insel Gozo. Bereits mit sechs Jahren sammelte sie erste Bühnenerfahrung. Ihre musikalische Karriere begann, als sie 1995 als „Beste Neue Künstlerin“ bei den Malta Music Awards ausgezeichnet wurde. Im folgenden Jahr gewann sie mit dem Titel In a Woman’s Heart (Komposition: Paul Abela; Text: Alfred C. Sant) die maltesische Vorausscheidung zum Eurovision Song Contest. Beim internationalen Finale erreichte sie den zehnten Platz bei 23 Teilnehmern.
Daraufhin veröffentlichte sie im Jahre 1998 ihr erstes Album Smile ’n’ Shine mit dreizehn Titeln. Neben ihrer Gesangskarriere arbeitete sie zunehmend als Moderatorin im maltesischen Fernsehen.
2002 veröffentlichte sie mit L-Emigrant ein Album mit Neuaufnahmen bekannter maltesischsprachiger Lieder, 2004 folgte dann mit LittleZee wieder ein englischsprachiges Album, zu dem Christine die Musik selbst beisteuerte.
Nach einer mehrjährigen Veröffentlichungspause kehrte sie 2008 mit der Single Alone Today in die Musikszene zurück; 2009 nahm sie wieder am maltesischen Vorentscheid zum Eurovision Song Contest teil. Allerdings erreichte sie mit der Ballade Mama nur den 15. Platz bei 20 Teilnehmern. In letzter Zeit arbeitete sie auch als Gesangslehrerin.

## Diskografie
Alben
- Smile ’n’ Shine (1998)
- L-Emigrant (2002)
- LittleZee (2004)

Singles
- In a Woman’s Heart (1996)
- Reptile Lover (2002)
- Hold On (2003)
- What We Really Mean (2004)
- Hush (2004)
- Synchronised (2004)
- Mystery Mama (2005)
- Alone Today (2008)
- Mama (2009)
- Safe (2014)